# Oliver Stang
Oliver Stang (* 26. Juni 1988 in Bad Bergzabern) ist ein ehemaliger deutscher Fußballspieler.

## Karriere
Stang spielte in seiner Jugend bei mehreren Vereinen, darunter die SG 99 Andernach, bis er 2005 zur Jugendmannschaft Borussia Mönchengladbachs wechselte. In Gladbach gehörten Uli Sude und Horst Wohlers zu seinen Trainern. Nachdem er mehrere Jahre für die zweite Mannschaft Gladbachs in der Regionalliga gespielt hatte, wechselte Stang zur Saison 2009/10 in die 3. Liga zum Zweitligaabsteiger VfL Osnabrück, bei dem er einen Zweijahresvertrag unterschrieb. Nachdem er in Osnabrück zunächst nicht zur Stammelf zählte, kam er in der Rückrunde vermehrt zu Einsatzzeiten in der Innenverteidigung und erzielte im Spiel gegen Bayern München II zwei Kopfballtore. Am Ende der Saison erreichte Stang mit dem VfL Osnabrück den sofortigen Wiederaufstieg in die 2. Bundesliga. Sein erstes Zweitligator erzielte er am 22. September 2010 im Spiel gegen den 1. FC Union Berlin. Mit dem VfL landete er in der Zweitligaspielzeit nur auf dem drittletzten Rang und stieg wieder ab. Zur Saison 2011/12 wechselte Oliver Stang zum Regionalligisten Eintracht Trier. Eine Saison später kehrte er zur Reserve von Borussia Mönchengladbach zurück. Nach insgesamt sechs Jahren am Niederrhein wechselte er im Sommer 2018 zur SV 07 Elversberg in die Regionalliga Südwest. Im folgenden Oktober zog er sich einen Knorpelschaden zu und pausierte fast ein Jahr verletzt. Nach der Saison 2019/20 beendete er dann seine aktive Karriere.